# Susan Karike
Susan Karike Huhume (7 de maig de 1956 - Port Moresby, 11 d'abril de 2017) fou una mestressa de casa papú que, durant la seva escolaritat, amb 15 anys, va dissenyar la bandera nacional del país. Es va casar amb Nanny Huhume, van tenir quatre fills i dotze néts. Va morir l'abril del 2017 a causa d'un accident cerebrovascular i va ser enterrada el 28 de juliol del mateix any.

## Creació de la bandera

Disseny inicial per a la bandera de Papua Nova Guinea.

El 12 de febrer de 1972, quan Karike tenia 15 anys, el seu col·legi, l'Escola de la Missió Catòlica a Illa Yule, de Província Central, va rebre la visita del Comitè de Selecció de Desenvolupament Constitucional. Aquest comitè tenia un disseny preliminar per a la bandera del país. Van proposar als estudiants que pensessin i dissenyessin una nova paleta de colors per a la bandera. Karike no va considerar que els colors originalment proposats de blau, groc i verd fossin prou tradicionals, ni li van agradar les franges verticals que la dividien. Ella, llavors, va fer el seu propi disseny en el seu llibre d'exercicis, que va consistir en una línia diagonal, amb els motius de la Creu del Sud i l'ocell del Paradís, pintat en color groc. L'1 de març d'aquell mateix any va presentar el seu dibuix, que va ser adoptat oficialment com a bandera de Papua Nova Guinea el 4 de març de 1972.

## Reconeixements
El 2017, el Museu Nacional de Papua Nova Guinea va ser redissenyat i una de les galeries va rebre el nom de Karike, en el seu honor.
Malgrat haver dissenyat la bandera nacional, Karike no va tenir gran reconeixement durant la seva vida. No va rebre cap pensió del govern i va viure en la pobresa. La demora de tres mesos entre la seva mort i el seu enterrament es va deure al fet que el primer ministre li va prometre a la seva família que tindria un funeral estatal, encara que no va complir la seva promesa.